# (20623) Davidyoung
(20623) Davidyoung est un astéroïde de la ceinture principale.

## Description
(20623) Davidyoung est un astéroïde de la ceinture principale. Il fut découvert le 10 octobre 1999 à Everstar par Mark Abraham et Gina Fedon. Il présente une orbite caractérisée par un demi-grand axe de 2,64 UA, une excentricité de 0,19 et une inclinaison de 12,6° par rapport à l'écliptique.

## Compléments